# Landesarboretum Baden-Württemberg

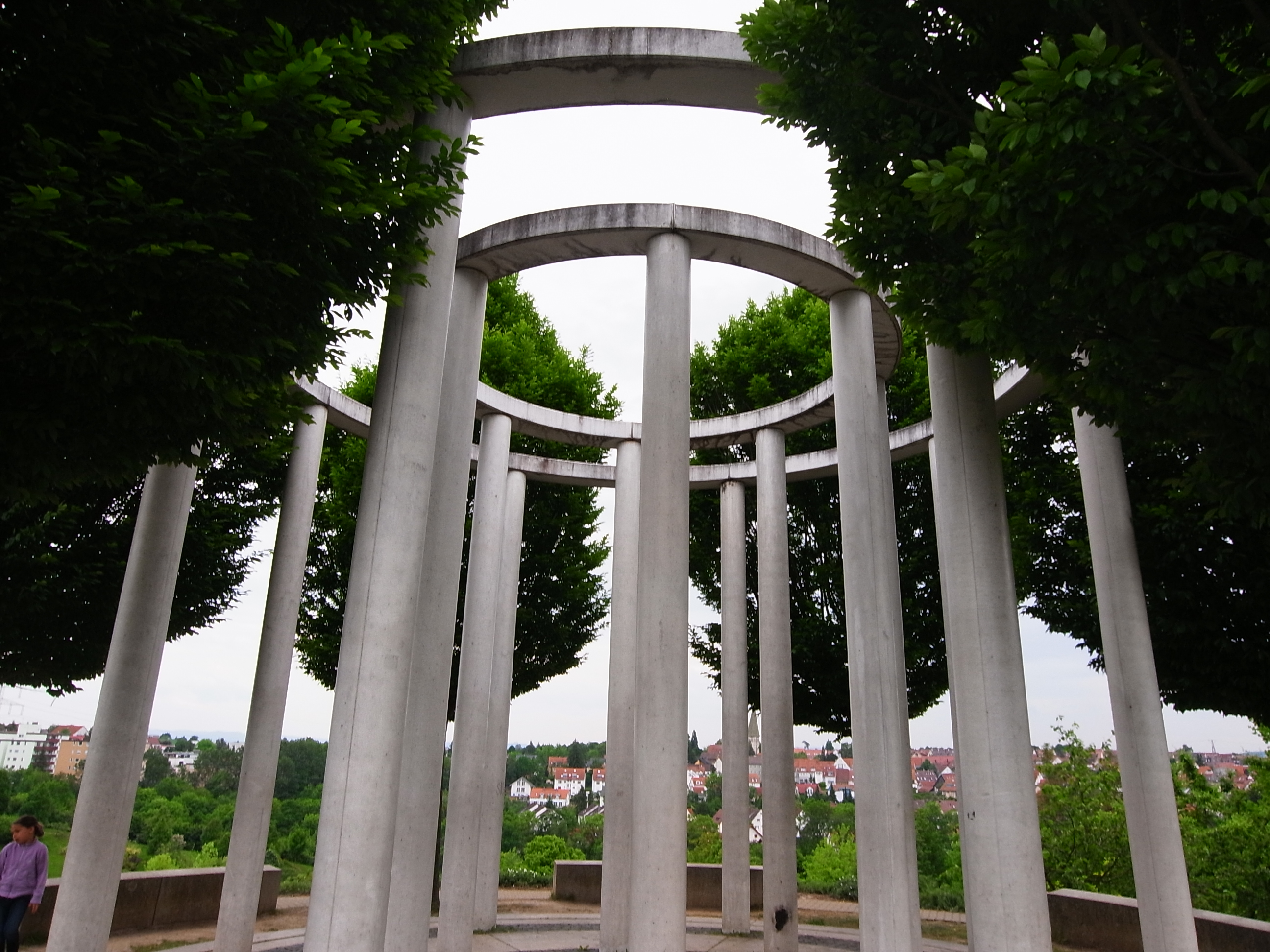
Monopteros in den Hohenheimer Gärten der Universität Hohenheim, erbaut 2001

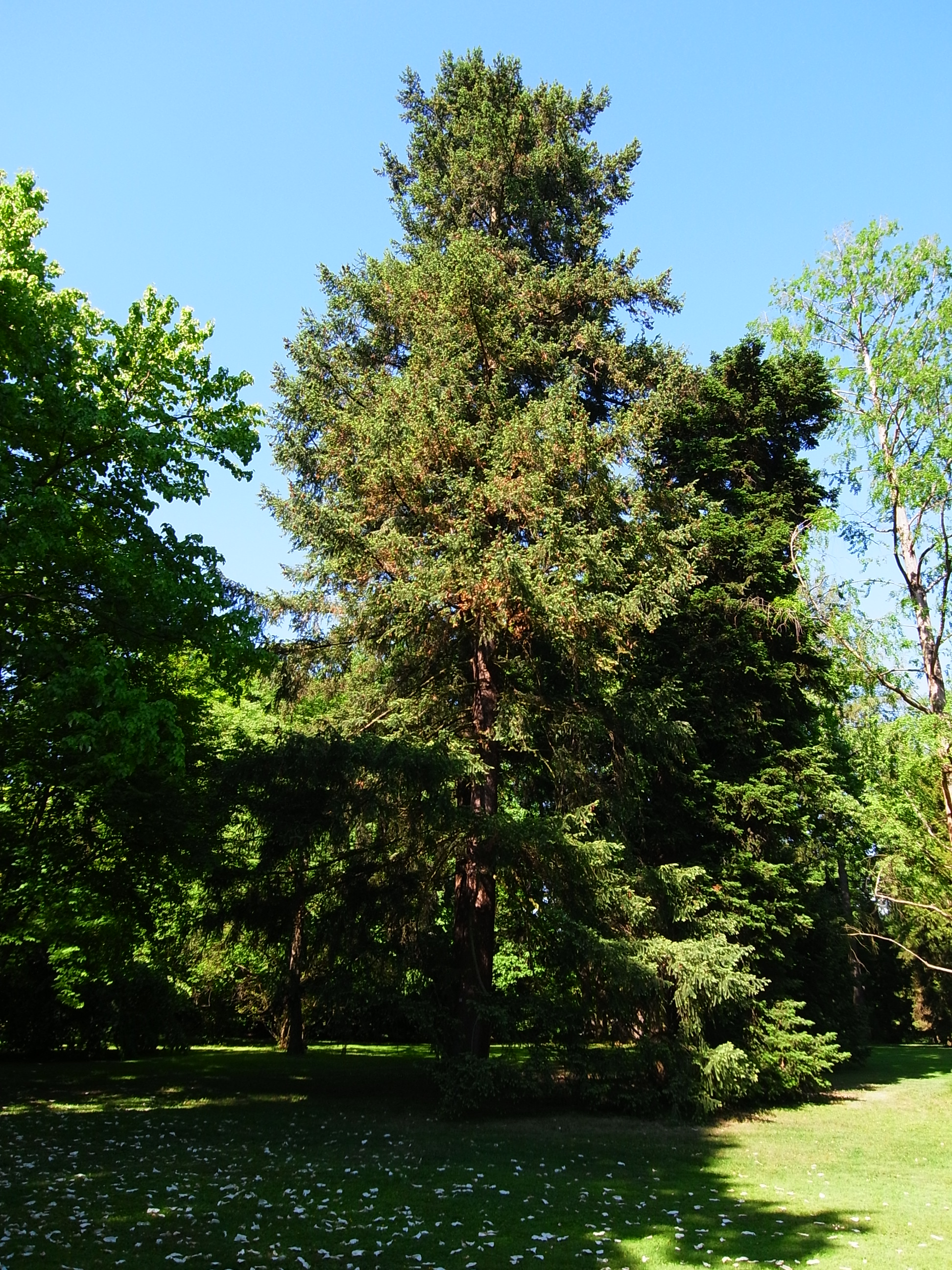
Kalifornische Douglasie

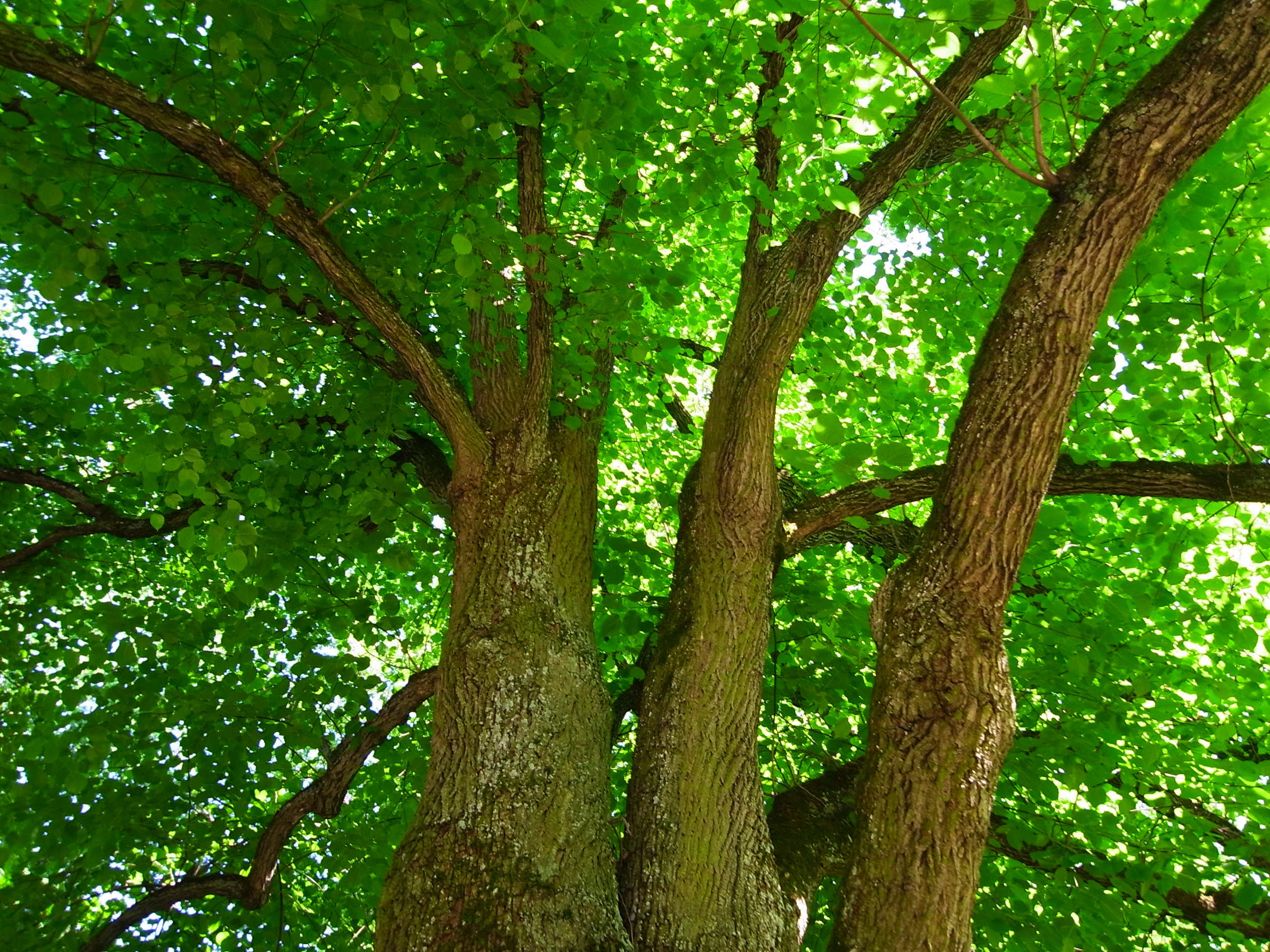
Das berühmte Grün der Linde

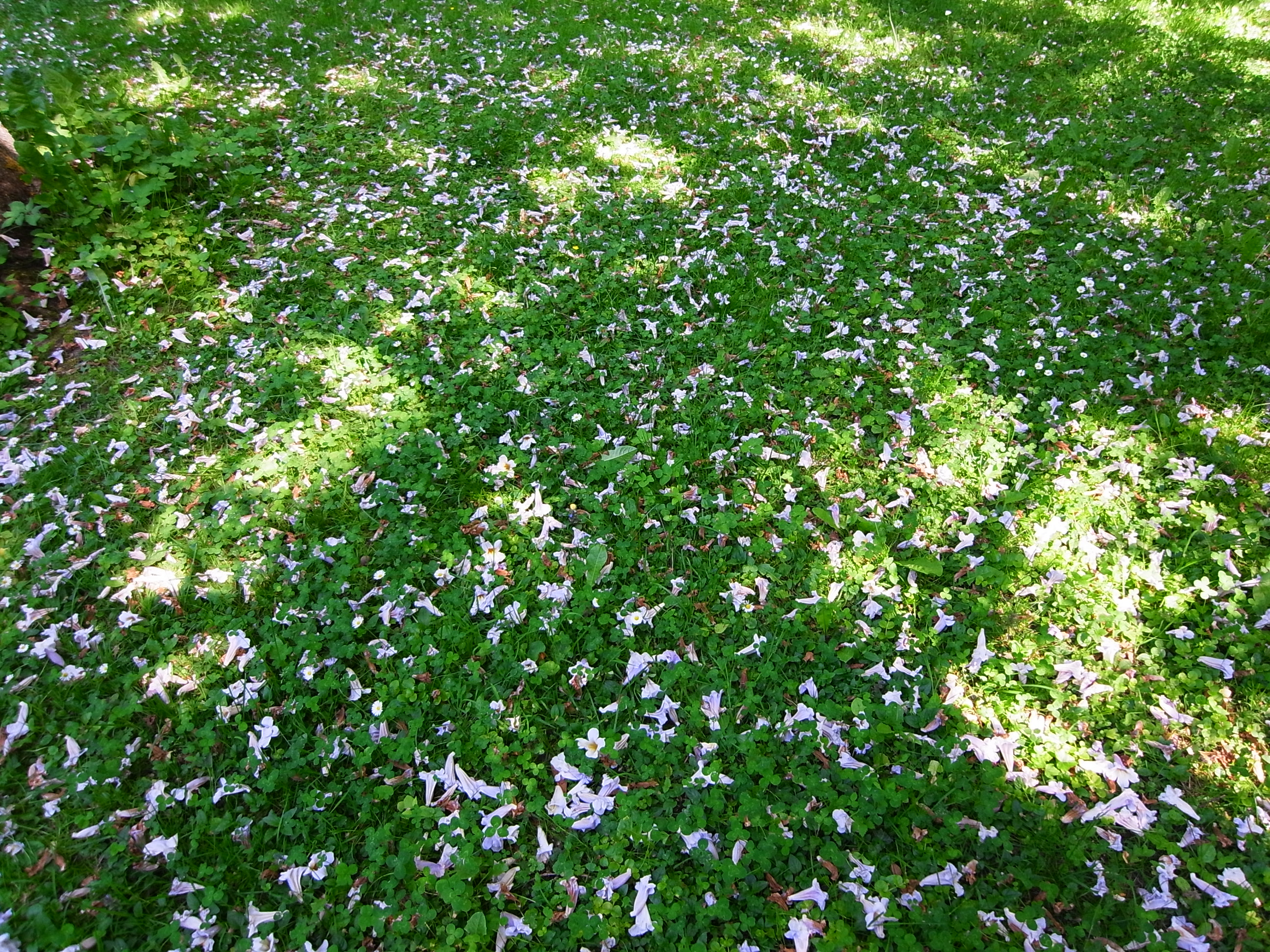
Die duftenden Blüten des chinesischen Blauglockenbaumes im Arboretum der Hohenheimer Gärten

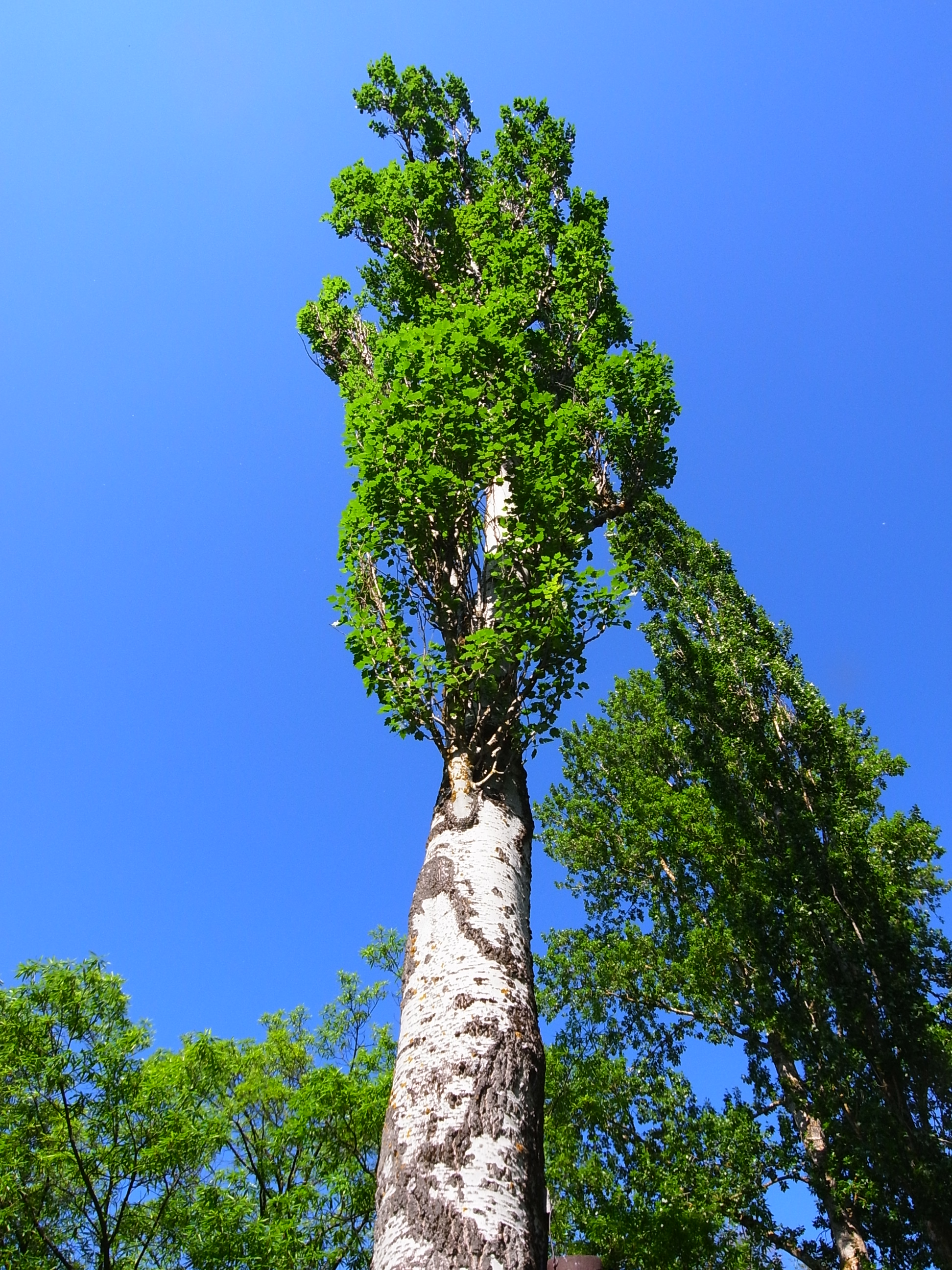
Zwei Pyramidenpappeln

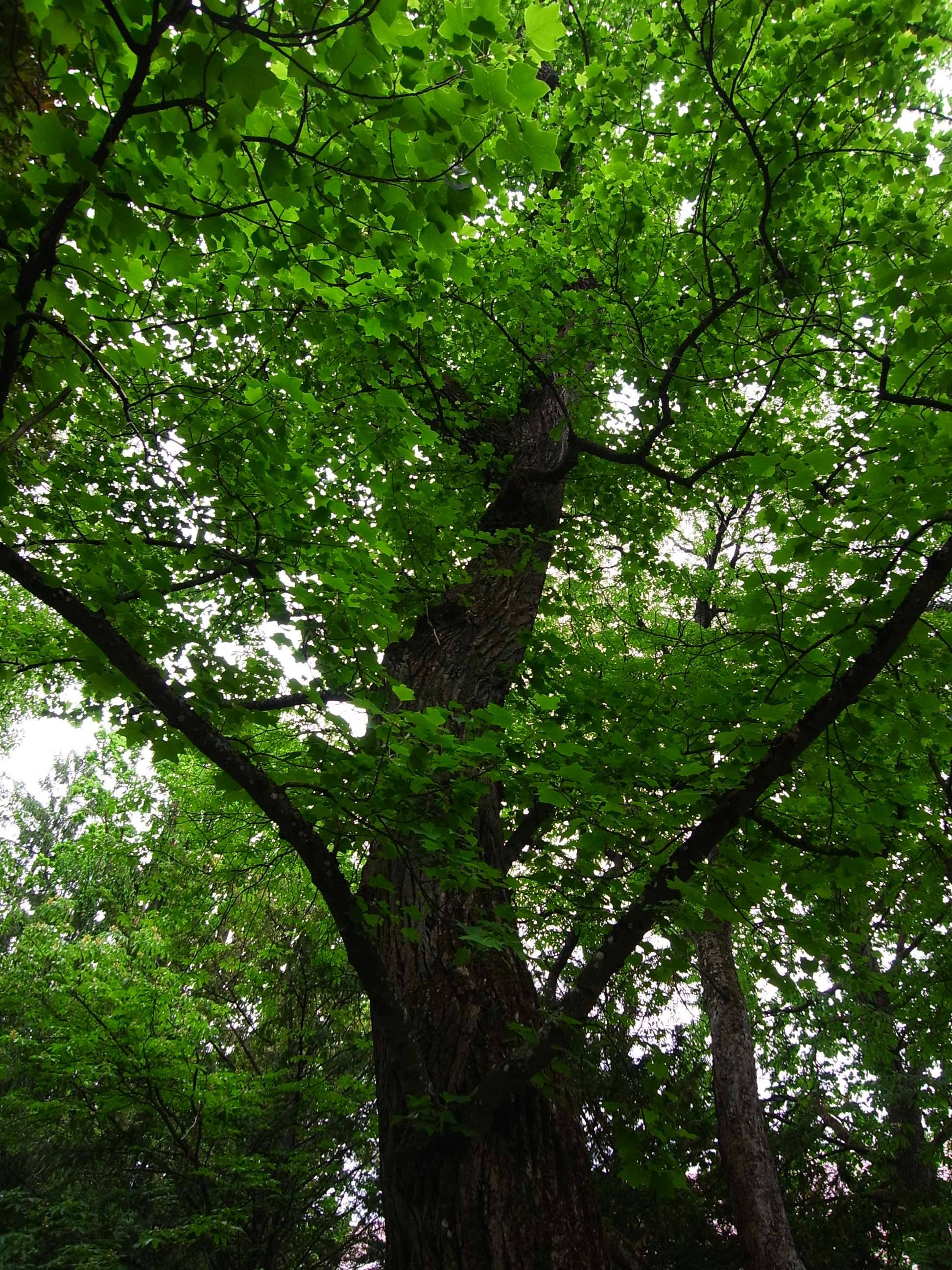
Amerikanischer Tulpenbaum im Arboretum von Hohenheim/Stuttgart

Das Landesarboretum – Exotischer Garten mit Hohenheimer Landschaftsgarten ist neben dem Botanischen Garten Teil der Hohenheimer Gärten in Stuttgart. Das Arboretum dient der Darstellung gärtnerisch interessanter Gehölzsortimente sowie der Bereitstellung von Pflanzenmaterial zum Zwecke der Forschung und Lehre der verschiedensten Universitätseinrichtungen.

## Arten und Zweck
Rund 2450 verschiedene Laub- und Nadelgehölzarten, Varietäten und Formen auf 16,5 ha Fläche dienen Studierenden von Universitäten und Fachhochschulen sowie den Schülern der Hohenheimer Gartenbauschule als Lehr- und Anschauungsobjekte. Ein Schwerpunkt bei der Auswahl der Gehölze liegt in der Darstellung gärtnerisch interessanter Sortimente. Es werden u. a. gartenbauwissenschaftliche Untersuchungen in Bezug auf Zierwert, Winterhärte, Eignung zur Vergesellschaftung und andere gartenbaulich wichtige Eigenschaften durchgeführt.
Großen Anteil an den genannten Untersuchungen hat die Staatsschule für Gartenbau in Stuttgart-Hohenheim. Ebenso wird der Exotische Garten im Bereich der Lehre sehr stark durch die Staatsschule für Gartenbau genutzt. In vielfältiger Weise findet eine Einbindung des Gartens in die Ausbildung in den Bereichen Floristik, Produktionsgartenbau und Garten- und Landschaftsbau statt. In gleicher Weise ist das Landesarboretum in die Ausbildung anderer Institutionen einbezogen, wie beispielsweise der ortsansässigen Schulen oder des Fachbereichs Landschaftsarchitektur an der Hochschule für Wirtschaft und Umwelt Nürtingen-Geislingen.
Darüber hinaus dient der Garten der Erholung nicht nur Stuttgarter Bürger und es werden laufend Lehrgänge und Führungen im Rahmen der Erwachsenenbildung angeboten. Gruppen und Vereine haben die Möglichkeit spezielle Termine für Führungen anzufragen. Neueste Entwicklung ist das Angebot einer Online-Datenbank, in der alle vorhandenen Gehölze erfasst sind. Hinweise zum jeweiligen Standort erleichtern dann das Auffinden vor Ort.

## Historische Entwicklung
Der Ursprung des Landesarboretums geht ins 18. Jahrhundert zurück. In den Jahren 1776 bis 1793 wurde unter Herzog Carl Eugen von Württemberg begonnen, ein 21 ha großes Gelände südwestlich des Hohenheimer Schlosses in einen Englischen Landschaftspark umzuwandeln. Ein erstes Verzeichnis der Bäume resultiert aus dem Jahr 1779. Im Anschluss wurden 1780 die ersten Gärtner ausgebildet.
Ausgestattet mit etwa 60 Gebäuden und Monumenten diente er zunächst dem Herzog und seiner damaligen Favoritin Franziska von Leutrum, spätere Reichsgräfin von Hohenheim, zum Aufenthalt in Mußestunden oder bei Festlichkeiten. Zwei besondere Gärten wurden innerhalb des Landschaftsgartens angelegt: Ein „Garten worin alle württembergischen Pflanzen befindlich sind“ und ein „Amerikanischer Garten“ mit einem Bestand an nordamerikanischen Gehölzen.
Bereits 1783 zählte die botanische Sammlung 120 Arten, damals die reichste und vollständigste Sammlung von ausländischen Bäumen und Sträuchern in Deutschland. Nach dem Tod von Herzog Carl Eugen im Jahr 1793 wurde die Anlage der Öffentlichkeit zugänglich gemacht, die Gebäude nach und nach abgetragen und eine neue Nutzung des Gartens schob sich in den Vordergrund: Der größte Teil des Naturgartens wurde zur „exotischen Landesbaumschule“ umgewandelt. 1797 wurde für forstwissenschaftliche Untersuchungen eine exotische Baumschule eingerichtet. Bis 1813 war eine exotische Landesbaumschule geschaffen, die botanisch-wissenschaftlich ausgerichtet war.
Neben der Prüfung fremdländischer Gehölze für die heimische Forstwirtschaft und der Anzucht von Jungpflanzen für die herzoglichen Anlagen diente der Garten bald schon den botanischen Studien der Hohenheimer Studenten. 1920 fand die Zuordnung zur „Staatlichen Württembergischen Gartenbauschule“ statt.
Mitte des 19. Jahrhunderts wurde der Garten durch Gebietsverluste stark eingeengt, in den Jahren 1930/31 wurde die Baumschule abgeräumt und der Garten wieder dem ursprünglichen Zustand angenähert. Auch in Zeiten veränderter Nutzung wurde der alte Baumbestand aus der Anfangszeit nicht angetastet, so dass heute noch einzelne imposante Gehölzexemplare, gepflanzt in den Gründungsjahren, zu sehen sind. 1932 erfolgte der Anbau des „Japansees“.
Im Jahr 1953 wurde der sogenannte Exotische Garten zum Landesarboretum von Baden-Württemberg erhoben. Er ist Teil der Versuchsstation für Gartenbau an der Universität Hohenheim.
Das Gesamtbild des Landesarboretums wird geprägt durch den alten Baumbestand, der zum Teil noch aus der Zeit der ersten Anlage erhalten ist. Besonders zu erwähnen sind eine Platane sowie mehrere Tulpenbäume, die im Jahr 1779 gepflanzt wurden. Ein Kleingehölzgarten, eine Stauden- sowie eine Rhododendronanlage runden das Bild des aus zahlreichen kostbaren Raritäten bestehenden Sortiments an Gehölzen ab.
Ein besonderer Aspekt ist die vollzogene Erweiterung des Landesarboretums um 7,4 ha. Diese schuf Möglichkeiten, das Artenspektrum zu erweitern sowie dem „alten“ Gartenteil den ursprünglichen Charakter eines Landschaftsparks zurückzugeben.
Das Spielhaus im exotischen Garten, eines der drei noch bestehenden Bauwerke aus der Gründerzeit, beherbergt das Museum zur Geschichte Hohenheims, das noch detaillierter über die Entstehungsgeschichte des Gartens Auskunft gibt.

## Erweiterung der Hohenheimer Gärten: der Hohenheimer Landschaftsgarten
Eine große Anzahl Sträuchersortimente und auch einzelne Baumexemplare stehen im alten Teil des Exotischen Gartens unter starkem Konkurrenzdruck. Aus diesem Grund, aber auch um die historisch bedeutsamen Strukturen des Gartens wieder hervorzuheben sind umfangreiche Auslichtungen durch Rodungen und Umpflanzungen unumgänglich. Deshalb wurde die Planung für die Erweiterung der Hohenheimer Gärten ab 1994 intensiv betrieben.
Auf einer ehemaligen Ackerfläche und einer Wiese erfolgte in räumlichem Zusammenhang zum Exotischen und zum Botanischen Garten Hohenheims die Erweiterung des Arboretums auf einer Fläche von 7,4 ha. Für die Geländemodellierungen wurden ab 1996 circa 140.000 m³ Erde angefahren, um damit die markanten Elemente der Erweiterungsfläche, wie den Aussichtspunkt und den Hügel zur Mittleren Filderstraße, aufzuschütten. Durch Auffüllgebühren konnten die Kosten für die Modellierung des Geländes sowie für den Wegebau der Haupterschließungswege weitestgehend finanziert werden.
Dank der großzügigen Unterstützung zahlreicher Förderer konnten noch im Dezember 1997 die ersten Baumpflanzungen vorgenommen werden.
Auf dem oberen Aussichtspunkt wurde eine Gehölzskulptur mit sechs Säulen-Hainbuchen und auf dem unteren Hügel eine Baumwand aus sechs Krim-Linden gepflanzt. Mittlerweile wurde auf dem oberen Aussichtshügel mit Unterstützung eines Spenders ein Monopteros errichtet, ein weithin sichtbares Kennzeichen des neuen Gartenteils und Bindeglied zwischen moderner und historischer Gartenarchitektur. Dieses Bauwerk steht in Korrespondenz zum Herzen Hohenheims, dem Schloss von Herzog Carl Eugen. Die Pflanzung von 200 weiteren Bäumen im Frühjahr 1998 war ebenfalls nur durch großzügige Spenden möglich.
Die Erweiterungsfläche stellt im Grundcharakter einen naturnahen Landschaftsgarten dar. Vom Aussichtspunkt im oberen Teil und dem Hügel im unteren Teil der Erweiterungsfläche ergeben sich Blickbeziehungen zum Schloss und zur freien Landschaft.
Als Leitgehölze dienen im westlichen Bereich zu den Schulen Malus (Zieräpfel), nach Norden zum Botanischen Garten Prunus (Zier-Kirschen, Pflaumen, Mandeln usw.), im Bereich des Hügels im Südosten Crataegus (Weißdorn, Rotdorn), auf der rückwärtigen Seite des Hügels zur Straße hin wurden am Lärmschutzwall Bepflanzungen mit Wildgehölzen vorgenommen.
Die Bepflanzungen in den Randbereichen wurden als raumwirkende Gerüste mit Großbäumen unter Zuordnung von Sträuchern angelegt, als Krautschicht dienen verschiedene Wildstauden. Die verdichteten Gehölzpflanzungen an den drei Rändern gehen über zu offenen Wiesenflächen im mittleren Bereich und zu einer naturnahen Bepflanzung am Bachlauf im Süden. Neben den befestigten Hauptwegen erschließen Graswege die weiträumigen Flächen, um so den Betrachter besser an die Vielfalt der Pflanzen zu führen.
Die Unterpflanzung der Baum- und Strauchgruppen ist großflächig mit einer für den jeweiligen Standort angepassten Staudengesellschaft nach vegetationskundlichen und gestalterischen Aspekten erfolgt. Die Auspflanzung der wissenschaftlichen Sammlungen wurde sowohl nach ästhetischen als auch nach gestalterischen Gesichtspunkten vorgenommen.
Durch die Erweiterung der Flächen wurde es möglich, dem Exotischen Garten wieder mehr den Charakter eines englischen Landschaftsgartens zurückzugeben. Gleichzeitig wurde das Lehrangebot in den natur- und agrarwissenschaftlichen Studiengängen sowie für die Hohenheimer Gartenbauschule entscheidend ergänzt.
Die Hohenheimer Gärten, das Landesarboretum – Exotischer Garten mit Hohenheimer Landschaftsgarten und der Botanische Garten, haben nun eine Gesamtfläche von über 33 ha. Das Gehölzsortiment und das Staudensortiment des Landesarboretums – Exotischer Garten mit Hohenheimer Landschaftsgarten umfasst nun über 4000 verschiedene Arten, Unterarten und Kulturformen. Insgesamt sind im Gehölzbereich 270 Gattungen aus über 90 Pflanzenfamilien vertreten.